# 勇者物語
《勇者物語》（日語：ブレイブ・ストーリー），是日本作家宫部美幸所創作的小說。漫畫則由小野洋一郎於2003年開始在《週刊コミックバンチ》連載，單行本全20集。
於2006年改編成電影，由千明孝一所執導，配樂則是Juno Reactor。

## 小說
單行本
| 冊數 | 角川書店     | 角川書店               | 獨步文化      | 獨步文化           |
| 冊數 | 發售日期     | ISBN                   | 發售日期      | ISBN               |
| ---- | ------------ | ---------------------- | ------------- | ------------------ |
| 上卷 | 2003年3月3日 | ISBN 978-4-04-873443-1 | 2006年9月15日 | ISBN 986-69-5407-2 |
| 下卷 | 2003年3月3日 | ISBN 978-4-04-873444-8 | 2006年9月15日 | ISBN 986-69-5408-0 |

愛藏版
- 2003年4月7日發售、ISBN 978-4-04-873445-5

文庫版
| 冊數 | 角川書店      | 角川書店               |
| 冊數 | 發售日期      | ISBN                   |
| ---- | ------------- | ---------------------- |
| 上卷 | 2006年5月25日 | ISBN 978-4-04-361111-9 |
| 中卷 | 2006年5月25日 | ISBN 978-4-04-361112-6 |
| 下卷 | 2006年5月25日 | ISBN 978-4-04-361113-3 |

角川Sneaker文庫
插畫由千羽由利子與菊池正典負責。
| 冊數 | 副標題 | 角川書店     | 角川書店               |
| 冊數 | 副標題 | 發售日期     | ISBN                   |
| ---- | ------ | ------------ | ---------------------- |
| 1    |        | 2006年6月1日 | ISBN 978-4-04-361107-2 |
| 2    |        | 2006年6月1日 | ISBN 978-4-04-361108-9 |
| 3    |        | 2006年6月1日 | ISBN 978-4-04-361109-6 |
| 4    |        | 2006年6月1日 | ISBN 978-4-04-361110-2 |

角川Wing文庫
插畫由鶴田謙二負責。
| 冊數 | 副標題 | 角川書店      | 角川書店               |
| 冊數 | 副標題 | 發售日期      | ISBN                   |
| ---- | ------ | ------------- | ---------------------- |
| 1    |        | 2009年6月15日 | ISBN 978-4-04-631029-3 |
| 2    |        | 2009年9月15日 | ISBN 978-4-04-631054-5 |
| 3    |        | 2010年4月15日 | ISBN 978-4-04-631078-1 |
| 4    |        | 2010年6月22日 | ISBN 978-4-04-631079-8 |

## 漫畫
勇者故事．新的傳說 全20卷
| 冊數 | 新潮社        | 新潮社                 | 東立出版社     | 東立出版社             |
| 冊數 | 發售日期      | ISBN                   | 發售日期       | ISBN                   |
| ---- | ------------- | ---------------------- | -------------- | ---------------------- |
| 1    | 2004年4月9日  | ISBN 978-4-10-771141-0 | 2005年5月9日   | ISBN 986-11-5846-4     |
| 2    | 2004年4月9日  | ISBN 978-4-10-771142-7 | 2005年5月9日   | ISBN 986-11-5847-2     |
| 3    | 2004年6月9日  | ISBN 978-4-10-771152-6 | 2005年6月21日  | ISBN 986-11-5848-0     |
| 4    | 2004年9月9日  | ISBN 978-4-10-771170-0 | 2005年6月30日  | ISBN 986-11-6140-6     |
| 5    | 2004年12月9日 | ISBN 978-4-10-771188-5 | 2005年7月26日  | ISBN 986-11-6141-4     |
| 6    | 2005年3月9日  | ISBN 978-4-10-771205-9 | 2005年8月8日   | ISBN 986-11-6823-0     |
| 7    | 2005年5月9日  | ISBN 978-4-10-771214-1 | 2006年3月4日   | ISBN 986-11-7501-6     |
| 8    | 2005年8月9日  | ISBN 978-4-10-771230-1 | 2006年3月15日  | ISBN 986-11-7502-4     |
| 9    | 2005年10月9日 | ISBN 978-4-10-771240-0 | 2006年4月7日   | ISBN 986-11-7810-4     |
| 10   | 2005年12月9日 | ISBN 978-4-10-771250-9 | 2006年4月27日  | ISBN 986-11-7961-5     |
| 11   | 2006年3月9日  | ISBN 978-4-10-771266-0 | 2006年6月15日  | ISBN 986-11-8321-3     |
| 12   | 2006年6月9日  | ISBN 978-4-10-771276-9 | 2006年9月13日  | ISBN 986-11-8717-0     |
| 13   | 2006年8月9日  | ISBN 978-4-10-771287-5 | 2006年11月15日 | ISBN 986-11-8947-5     |
| 14   | 2006年11月9日 | ISBN 978-4-10-771301-8 | 2007年3月1日   | ISBN 978-986-11-9317-5 |
| 15   | 2007年3月9日  | ISBN 978-4-10-771323-0 | 2007年6月12日  | ISBN 978-986-11-9839-2 |
| 16   | 2007年6月8日  | ISBN 978-4-10-771341-4 | 2007年11月12日 | ISBN 978-986-10-0250-7 |
| 17   | 2007年8月9日  | ISBN 978-4-10-771349-0 | 2008年4月11日  | ISBN 978-986-10-0559-1 |
| 18   | 2007年11月9日 | ISBN 978-4-10-771366-7 | 2008年4月23日  | ISBN 978-986-10-1014-4 |
| 19   | 2008年3月8日  | ISBN 978-4-10-771388-9 | 2008年5月29日  | ISBN 978-986-10-1583-5 |
| 20   | 2008年5月9日  | ISBN 978-4-10-771396-4 | 2008年8月22日  | ISBN 978-986-10-1898-0 |

勇者故事．新的傳說～十戒的旅人～ 全3卷
| 冊數 | 新潮社        | 新潮社                 |
| 冊數 | 發售日期      | ISBN                   |
| ---- | ------------- | ---------------------- |
| 1    | 2014年9月9日  | ISBN 978-4-10-771768-9 |
| 2    | 2015年5月9日  | ISBN 978-4-10-771816-7 |
| 3    | 2016年12月9日 | ISBN 978-4-10-771942-3 |

## 電影

### 劇情簡介
平凡少年三谷亘因為家庭突然發生變故，於是想要前往一個稱為「幻界」的地方，因為他聽說那個地方的命運女神可以改變他的命運。雖然在途中遇到許多困難，仍然繼續前進，尋找恢復往日生活的方法。

### 主要角色
- 三谷（ワタル）：男主角，前往「幻界」尋找命運女神，試圖恢復原本的生活。
- 芦川美鶴（ミツル）：三谷亘的同學，相當受到女生的歡迎，與亘一起前往「幻界」。
- 命運女神（運命の女神）：「幻界」的女神，據說具有改變命運的能力。

### 配音員
- 三谷（ワタル）：(日) 松隆子 / (港) 郭碧珍 / (台) 傅其慧 <衛視電影台版本> & 雷碧文 <MOMO親子台版本>
- 川美鶴（ミツル）：(日) Wentz瑛士 / (港) 陳仕文 / (台) 于正昇 <衛視電影台版本> & 吳東原 <MOMO親子台版本>
- 卡姿：(日) 常盤貴子 / (港) 譚美琼 / (台) 錢欣郁 <衛視電影台版本> & 汪世瑋 <MOMO親子台版本>
- 奇奇瑪：(日) 大泉洋 / (港) 關信培
- 咪娜：(日) 齋藤千和 / (台) 詹雅菁 <衛視電影台版本> & 劉如蘋 <MOMO親子台版本>
- 謎樣少女：(日) 川澄綾子 / (台) 傅其慧 <衛視電影台版本> & 汪世瑋 <MOMO親子台版本>
- 翁芭：(日) 樹木希林
- 皇女佐非：(日) 矢島晶子 / (台) 傅其慧 <衛視電影台版本> & 林美秀 <MOMO親子台版本>
- 拉烏導師：(日) 伊東四朗
- 命運女神：(日) 今井美樹 / (港) 黃紫嫻 / (台) 林美秀 <MOMO親子台版本>
- 三谷明：(日) 高橋克實
- 三谷邦子：(日) 田中好子 / (台) 汪世瑋 <MOMO親子台版本>
- 戴蒙：(日) 石田太郎
- 小村克美：(日) 虻川美穂子（北陽）
- 小川：(日) 伊藤さおり（北陽）
- 石岡：(日) 石田彰
- 喬佐：(日) 興梠里美

### 主題曲
- 主題曲「決意の朝に(迎向朝陽)」

作詞 - 太志 / 作曲 - 太志 / 歌 - Aqua Timez

### 獲獎
- 日本奧斯卡獎優秀動畫作品賞

## 遊戲
ブレイブ ストーリー ボクのキオクとネガイ
使用任天堂DS平台。萬代南夢宮娛樂開發，2006年7月6日發售
ブレイブ ストーリー ワタルの冒険
使用PlayStation 2平台。SCEI開發，2006年7月6日發售。
在3種遊戲版本中和電影的劇情相似。
ブレイブ ストーリー 新たなる旅人
使用PlayStation Portable平台。SCEI開發，2006年7月6日發售。
由岡本吉起、里見直、安田朗一手打造，為3作遊戲中最賣座的。
獲得Fami通金色殿堂。
- 角色 （ワタル〜ミツル PS2、PSP共通）
  - ワタル 矢島晶子
  - ミーナ 斎藤千和
  - キ・キーマ 森川智之
  - カッツ 小山茉美
  - ミツル 朴璐美
  - オンバ（PS2） 京田尚子
  - 謎の少女（PS2） 川澄綾子
  - ラウ導師（PS2） 八奈見乘兒
  - 謎の声（PS2） 真殿光昭
  - ジョゾ（PS2） 金田朋子
  - ソン村村長（PS2） 北村弘一
  - ダイモン司教（PS2） 阪脩
  - 三谷明（PS2） 大塚芳忠
  - 三谷邦子（PS2） 島本須美
  - 父ドラゴン（PS2） 稲田徹
  - 運命の女神（PS2） 篠原恵美
  - カンジキ職人（PS2） 藤原啓治
  - バクサン博士（PS2） 緒方賢一
  - トニ・ファンロン（PS2） 長島雄一
  - 獣人ハイランダー（PS2） 梁田清之
  - タツヤ（PSP: 主人公） 田中真弓
  - ユーノ（PSP: ネ族、15歳女） 川上とも子
  - ソグレス（PSP: 水人族、30歳男、戦士） 若本規夫
  - ミレディ（PSP: アンカ族、25歳女、ハイランダーブランチ長） 折笠愛
  - レイナート（PSP: 角人族、27歳男、シュテンゲル騎士団ロンメルの副官） 速水奨
  - ロプル（PSP: パン族、17歳男、バクサン博士の弟子） 石田彰

## 外部連結
- Press release and story details by GDH
- 互联网电影数据库（IMDb）上《Brave Story》的资料（英文）
- Official manga site (Japanese)
- Tokyopop's Brave Story site
- IGN: DS （页面存档备份，存于） PS2 （页面存档备份，存于） PSP （页面存档备份，存于）
- 勇者物語在動畫新聞網的百科全书中的资料
- 日本漫畫新聞網中的資訊 （页面存档备份，存于）